# ورزشگاه کیپ تاون
ورزشگاه کیپ تاون (به انگلیسی: Cape Town Stadium) یک ورزشگاه چند منظوره در آفریقای جنوبی است.
این استادیوم یکی از مراکز برگزاری بازیهای جام جهانی فوتبال ۲۰۱۰ بود.